# 에코융합섬유연구원
에코융합섬유연구원 또는 ECO융합섬유연구원 (Korea Institute of Convergence Textile, KICTEX)은 국가 섬유산업의 발전을 위한 연구개발, 중소기업 동반 성장을 위한 시제품 생산, 패션·디자인 개발, 마케팅, 창업육성 등을 지원하기 위해 설립되었다. 2015년 한국니트산업연구원에서 명칭을 변경하여 새롭게 출범하였다.

## 설립 근거
- 산업기술혁신 촉진법 제42조
- 전라북도 에코융합섬유연구원 설립 및 운영 조례

## 연구원 법률적 지위
- 산업기술혁신 촉진법에 따른 전문생산기술연구소
- 지방출자출연법에 따른 전라북도 출연기관
- 공직자윤리법에 따른 공직유관단체(산업통상자원부 소속)

## 연혁
- 2000년 1월 재단법인 전북니트산업종합지원센터 설립
- 2001년 7월 초대 이재덕 원장 취임
- 2001년 8월 동 센터 사무실 개소(익산시 실내체육관)
- 2002년 4월 초대 한계수 이사장 취임
- 2003년 7월 재단법인 한국니트산업연구원으로 명칭 변경
- 2003년 10월 연구원 신축건물 준공식
- 2004년 3월 제2대 김주인 이사장 취임
- 2005년 2월 전문생산기술연구소로 설립근거 마련
- 2005년 4월 제2대 오영수 원장 취임
- 2005년 5월 제3대 김성호 이사장 취임
- 2006년 2월 제4·5대 황호연 이사장 취임
- 2007년 6월 KOLAS 인증(물리분야 섬유시험 7개 항목)
- 2011년 1월 제4대 백철규 원장 취임
- 2011년 9월 국무총리상 수상
- 2012년 2월 제6~7대 김만식 이사장 취임
- 2014년 1월 친환경 섬유신소재연구센터 건립, 에코파이버 창업보육센터 건립
- 2015년 1월 ECO융합섬유연구원(에코융합섬유연구원)으로 명칭변경
- 2017년 1월 제6대 김인관 원장 취임
- 2019년 9월 제8대 고경수 이사장 취임
- 2020년 2월 제7대 김남영 원장 취임
- 2020년 11월 안전보호 융복합섬유소재 기술지원센터 착공
- 2021년 12월 친환경섬유 클러스터동(리모델링) 준공

## 같이 보기
- 대한민국의 전문생산기술연구소
  - DYTEC연구원
  - 자동차부품연구원
  - 전자부품연구원
  - 중소조선연구원
  - 한국광기술원
  - 한국로봇융합연구원
  - 한국섬유개발연구원
  - 한국섬유기계연구원
  - 한국신발피혁연구원
  - 한국실크연구원
  - 한국정보기술연구원
  - 한국조선해양기자재연구원
  - 한국패션산업연구원
  - 한국섬유소재연구원
- 전라북도 산하 공공(출연)기관
  - 전북개발공사
  - 전북테크노파크
  - 전북특별자치도경제통상진흥원
  - 전북특별자치도바이오융합산업진흥원
  - 자동차융합기술원
  - 전북신용보증재단
  - 전북특별자치도콘텐츠융합진흥원
  - 전북특별자치도남원의료원
  - 전북특별자치도군산의료원
  - 전북연구원
  - 전북특별자치도평생교육장학진흥원
  - 전북여성교육문화센터
  - 전북특별자치도국제교류센터
  - 전북특별자치도문화관광재단